# Clitennestra (Pizzetti)
Clitennestra è l'ultima opera (definita "tragedia musicale") composta da Ildebrando Pizzetti, su libretto proprio tratto da Eschilo e Sofocle. Fu rappresentata per la prima volta al Teatro alla Scala di Milano il 1º marzo 1965 diretta da Gianandrea Gavazzeni, con Clara Petrella nel ruolo della protagonista.
La più significativa differenza tra l'opera e le tragedie a cui è ispirata è nel finale: nel lavoro di Pizzetti Oreste, come scrisse lo stesso musicista in una lettera, dopo avere compiuto il matricidio si reca volontariamente in esilio, per «cercare in se stesso, attraverso la propria vita tormentosa, una valida ragione alla redenzione, considerando giusta una disperata e inesorabile condanna».. Andrea Della Corte trovò questo finale la parte meno convincente dell'opera, caratterizzata come in altri lavori pizzettiani da «declamazione recitativa, vigilata ed espressiva, del testo, ed espressiva concomitanza armonistica, timbrica e ritmica». Importante il ruolo dei cori, che sottolineano i vari momenti della vicenda con coralità «cupa, lenta, triste o veemente, invocante, sussultante». La première ebbe vivo successo, con chiamate agli artisti e al compositore al termine di entrambi gli atti.

## Interpreti della prima rappresentazione
| Personaggio         | Interprete                                    |
| ------------------- | --------------------------------------------- |
| Clitennestra        | Clara Petrella                                |
| Cassandra           | Luisa Malagrida                               |
| Agamennone          | Mario Petri                                   |
| Egisto              | Raffaele Ariè                                 |
| Elettra             | Floriana Cavalli                              |
| Oreste              | Ruggero Bondino                               |
| La nutrice Cilissa  | Rena Garaziotti                               |
| Un araldo           | Piero De Palma                                |
| Una scolta          | Virgilio Carbonari                            |
| Un vecchio focese   | Nicola Zaccaria                               |
| Corifei             | Walter Gullino Virgilio Carbonari Laura Londi |
| Sacerdotesse        | Anna Novelli Luciana Piccolo                  |
| Un vecchio del coro | Antonio Zerbini                               |

Direttore: Gianandrea Gavazzeni.

Scenografo: Attilio Colonnello.

Regista: Margherita Wallmann.

## Trama
Al ritorno dalla guerra di Troia Agamennone viene ucciso dalla moglie Clitennestra, che sostiene di averlo voluto punire per avere sacrificato la loro figlia Ifigenia, ma in realtà ha voluto liberarsi di lui per poter vivere con l'amante Egisto.
Sette anni dopo Clitennestra viene a sua volta uccisa dal proprio figlio Oreste, che era stato allontanato da bambino e torna in incognito (portando la falsa notizia della propria morte) per vendicare il padre. Oreste, con l'aiuto della sorella Elettra, uccide Clitennestra ed Egisto, poi si autoesilia per punirsi del crimine commesso, abbandonando Elettra disperata.

## Discografia
- 1965 - Cast della première del 1º marzo 1965 - Gianandrea Gavazzeni (direttore) - Orchestra e Coro del Teatro alla Scala di Milano - Registrazione dal vivo - Musicassetta: Live Opera; CD: Fiori FI-1265[4][5]